# Düssel

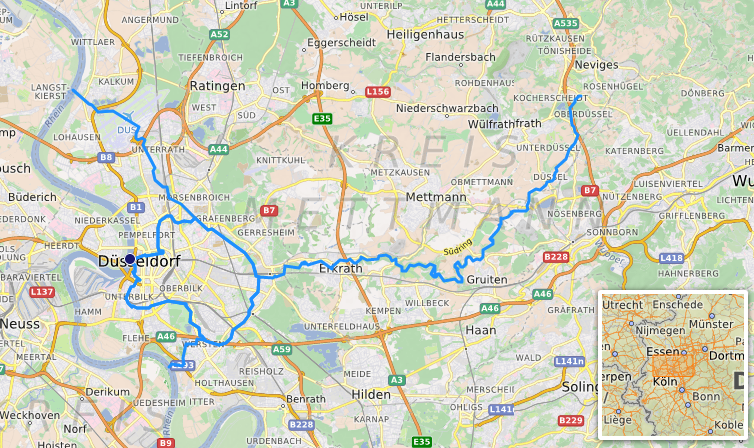
Düssel och dess fyra utlopp i Rhen markerade i blått på en karta över Düsseldorf med omgivningar.

Düssel är en omkring 40 kilometer lång biflod till Rhen i Nordrhein-Westfalen i västra Tyskland. Floden har sin källa i Blomrath i Wülfrath nära gränsen till Velbert i Kreis Mettmann. Floden rinner därifrån genom Wülfrath, Wuppertal, Mettmann, Haan och Erkrath och mynnar i fyra olika grenar i Rhen i staden Düsseldorf. Düssel har givit namn åt flera platser i trakten, som stadsdelen Düssel i Wülfrath, staden Düsseldorf och stadsdelen Düsseltal i Düsseldorf.

## Etymologi
Namnet Düssel har troligen anknytning till det germanska "thusila" och betyder brusa, forsa, dåna (jämför svenskans "tissla och tassla"). Omkring 1065 omnämns vattendraget som Tussale (den brusande).

## Düssels lopp

### Övre lopp
Düssel bildas av upp till åtta källflöden. Den högst belägna av källorna som utgör den egentliga Düssel finns på 240 meters höjd över havet i närheten av Blomraths gods utanför Wülfrath, vid gränsen till Neviges. Härifrån flödar Düssel genom stadsdelarna Schlupkothen, Aprath och Düssel i Wülfrath, genom stadsdelarna Hanhenfurt och Schöller i Wuppertal. I stadsdelen Gruiten-Dorf i staden Haan förenas Düssel med Kleine Düssel, en 4,3 km lång biflod som rinner upp i Vohwinkel.
Väster om Gruiten flyter floden genom naturskyddsområdet Neandertal och utgör här stadsgränsen mellan Erkrath och Mettmann. Floden har här grävt sig djupt igenom lerskiffer- och kalkstenslager från Devonperioden. Dalen är här bitvis trång och i början av 1900-talet var den mellan Gruiten och Braken endast nåbar längs det dåvarande smalspåriga industrijärnvägsspåret, idag ersatt av den moderna landsvägen. Med tiden har dock den klyftartade trånga dalgången breddats genom kalkbrytning. Vissa avsnitt som vid kalkugnen Huppertsbracken har bevarats med den ursprungliga trånga bredden, och häromkring ligger flera kvarnbyggnader och bevattningsanläggningar.

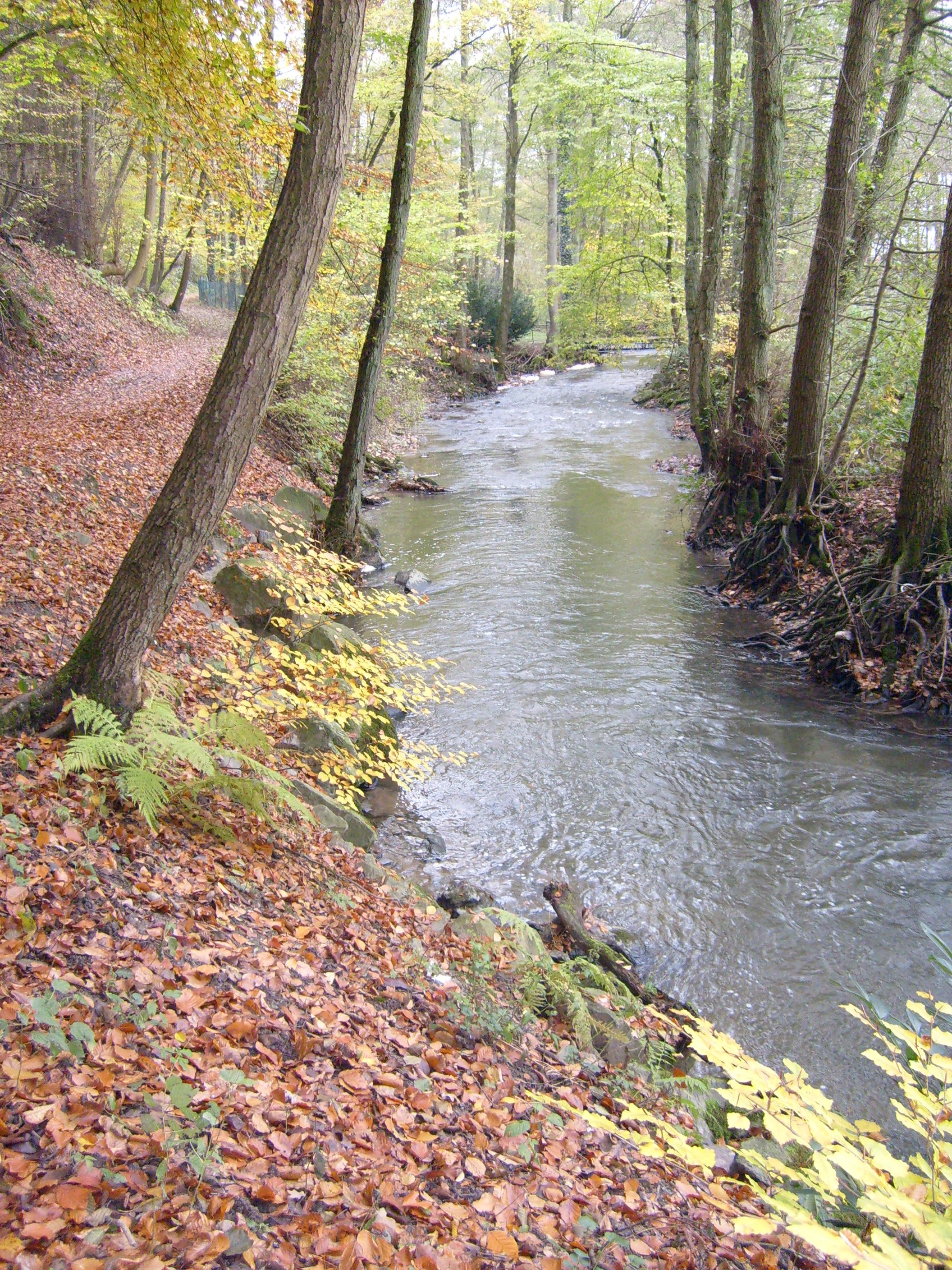
Düssel vid Neandertal.

Mettmanner Bach är Düssels största biflöde och i närheten av sammanflödet mellan dem korsades Düssel av den gamla medeltida landsvägen till Köln. Därefter blir dalen åter trängre och rinner genom en för nordvästra Tyskland ovanlig klyftformation, ursprungligen kallad Gesteins eller Hundsklipp. Denna klyfta kom under 1800-talet att få beteckningen Neandershöhle efter 1600-talsprästen och kyrkomusikern Joachim Neander. Från omkring 1850 användes beteckningen Neandertal allmänt. Dalen var under första halvan av 1800-talet ett omtyckt motiv för målarna inom Düsseldorfskolan, som här studerade klippformationer och växtlighet. Under denna period tillkom bland annat Eduard Steinbrücks allegoriska målning Die Nymphe inspirerad av dalens miljö, en målning som senare hamnade i prins Karl av Preussens ägo. Genom kalkstensbrytningen från mitten av 1800-talet och framåt är idag stora delar av den trånga klyftan som inspirerade konstnärerna försvunnen.
På den plats där Mettmanner Bach mynnar i Düssel finns konstverket MenschenSpuren och det 1996 invigda Neanderthal Museum, ägnat åt Neandertalmänniskan och människans evolutionära förhistoria. Ett kort stycke nedströms finns klippan Rabenstein där det berömda fossilet Neandertal 1 som namngav Neandertalmänniskan hittades. Fyndplatsen återupptäcktes 1997 och kom därefter att göras tillgänglig för allmänheten. Nedströms i Erkrath finns en skulpturstig längs floden där olika konstnärer har skapat konstverk med anknytning till Neandertal och Düssel. 
Efter Neandertal rinner floden genom staden Erkrath. Under efterkrigstiden från omkring 1950-talet till 1970-talet förlades Düssel delvis till en annan fåra på grund av utbyggnaden av bostadsområden och offentliga byggnadsverk. Här mynnar Hubbelrather Bach och Rotthäuser Bach i Düssel. Mellan Erkrath och stadsdelen Gerresheim i Düsseldorf rinner floden huvudsakligen genom ett åkerlandskap, innan den kommer in i Düsseldorfs storstadsbebyggelse.

### Genom Düsseldorf

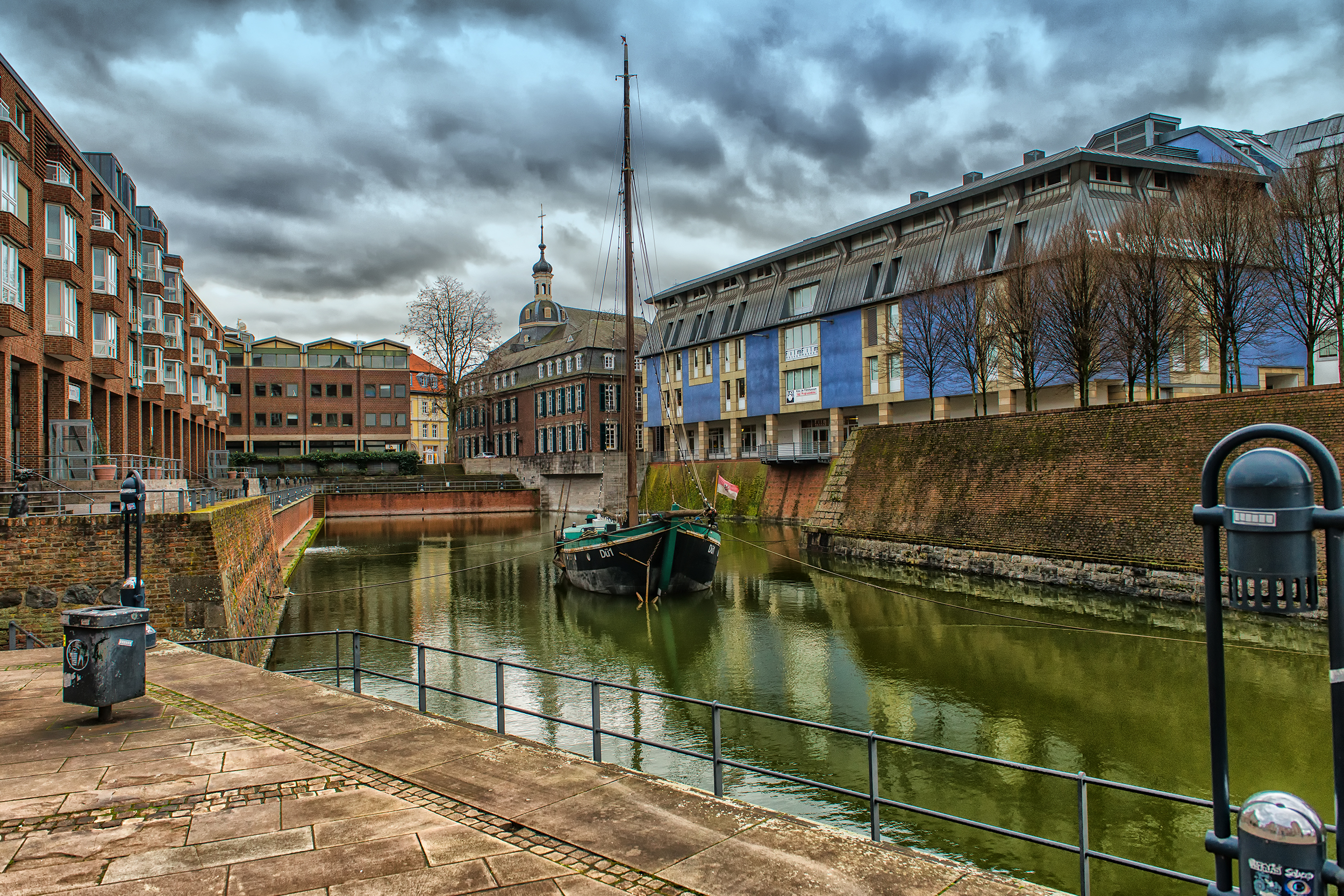
Den gamla hamnbassängen utgör idag en del av den inre sydliga Düsselgrenens utlopp i Rhen.

Düsseldorf har sitt namn från Düssel, som här bildar ett delta med fyra armar som mynnar i Rhen. I staden Düsseldorf delar sig floden första gången i Gerresheim i Nördliche respektive Südliche Düssel. Båda dessa delar sig i sin tur igen, Nördliche Düssel med sidogrenen Kittelbach och Südliche Düssel med sidogrenen Brückerbach. De inre grenarna kallas även Innere Nördliche respektive Innere Südliche Düssel med avseende på läget i förhållande till Düsseldorf. De båda grenarna löper idag delvis i rör genom Düsseldorfs innerstad medan de yttre grenarna mynnar över jord i Rhen. Vid högvatten i Rhen stryps tillflödet till de inre armarna för att hålla vattenståndet i innerstaden under den kritiska nivån.
Kort före mynningarna i Rhen sammanbinds Nördliche och Südliche Düssel av Stadtgraben vid Königsallee. De fyra vattendragen omsluter tillsammans Düsseldorfs historiska innerstad.